# Mike Lawrence
Mike Lawrence (Yonkers, 3 december 1945 – New York, 1 januari 1983) was een Amerikaanse fusion en jazztrompettist.

## Biografie
Lawrence leerde trompet spelen vanaf 7-jarige leeftijd en studeerde aan de University of North Texas, Denton. In het New Yorkse jazzcircuit trad hij op in clubs als Slug's Saloon en Minton's Playhouse, waar hij werd ontdekt door Joe Henderson en eind jaren 1960 in diens band werd opgenomen, te horen op diens albums The Kicker (1967) en Power to the People (1969). Hij speelde ook met Gil Evans (Blues in Orbit, 1969), Machito en 1973 met Roswell Rudd en het Jazz Composer's Orchestra (Numatik Swing Band). In 1974 trad hij op met Larry Coryell op het Montreux Jazz Festival.
Eind jaren 1970 werkte Lawrence nog mee op opnamen met Chuck Israels' National Jazz Ensemble, Zbigniew Seifert, José Mangual, Hank Crawford en Bob James. In 1977 maakte hij deel uit van de all-star formatie The Second All Star Trumpet Spectacular (onder meer met John D'Earth, John Eckert, Tom Harrell, Danny Hayes, Waymon Reed). Eind jaren 1970 trad hij ook op in de Seventh Avenue South jazzclub in New York. Op het gebied van jazz was hij tussen 1967 en 1980 betrokken bij ongeveer veertig opnamesessies. In 1987 werd postuum het album Nightwind uitgebracht o.a. met Steve Gadd, Will Lee, Hiram Bullock, Dave Weckl, Herbie Hancock en Bob James in de laatste jaren van zijn leven.

## Overlijden
Mike Lawrence overleed in januari 1983 op 37-jarige leeftijd aan de gevolgen van kanker.
- Bibsys: 99012215
- Biblioteca Nacional de España: XX924399
- Bibliothèque nationale de France: cb141971461 (data)
- Gemeinsame Normdatei: 134605888
- International Standard Name Identifier: 0000 0000 7704 1573
- Library of Congress Control Number: no99087575
- MusicBrainz: 19e843b4-4dbd-4bd5-984e-b9fd4cbd14f3
- Nationale Bibliotheek van Tsjechië: xx0202592
- Nederlandse Thesaurus van Auteursnamen: 244847703
- Istituto Centrale per il Catalogo Unico: UM1V035937
- Système universitaire de documentation: 249310430
- Virtual International Authority File: 100322629
- WorldCat: E39PBJjmX4ThC74G7tB4PKTGpP